# Il fornaretto di Venezia (film 1923)
Il fornaretto di Venezia è un film del 1923 diretto da Mario Almirante, su libera ispirazione dall'omonima leggenda veneziana.

## Trama
Anno Domini 1507, Venezia: il giovane fornaio Pietro Faciol, durante il giro mattutino per la consegna del pane, trova un uomo riverso in un viottolo. Si tratta del corpo senza vita del conte Alvise Guoro, assassinato. Il giovane, credendo che sia ancora vivo, cerca di soccorrerlo, ma intanto si imbratta del suo sangue. Quando giungono le guardie viene arrestato e accusato di omicidio. Contro di lui si scatena anche una speculazione politica, presentandolo come il vendicatore popolano verso la nobiltà. A sorpresa però, Lorenzo Barbo, nobile e cugino del Guoro, assume la difesa del Faciol, attirandosi le ire del patriziato. Le indagini condotte da Lorenzo e dalla sua amante portano alla certezza che l'omicida sia il conte Stucchi, con la complicità addirittura della moglie di Lorenzo, Clemenza. Il lavoro di Lorenzo non viene però preso in considerazione dalle autorità e nemmeno il suo estremo tentativo di salvare il povero fornaretto: quello di autoaccusarsi dell'omicidio. Per il giovane Faciol non c'è scampo: verrà torturato e giustiziato.

## Produzione
Tratto dal romanzo Il Fornaretto (1846) di Francesco Dall'Ongaro, più volte portato sul grande schermo. Questa versione muta, presentata anche come La storia del fornaretto di Venezia o Il povero fornaretto di Venezia, fu uno dei più notevoli successi dell'annata 1923 e ripresentato ininterrottamente fino alla fine del periodo del cinema muto. La censura, che si preoccupò molto delle scene macabre del film chiedendo la soppressione di varie parti, concesse il visto n. 17887 il 28 febbraio 1923.

## Critica

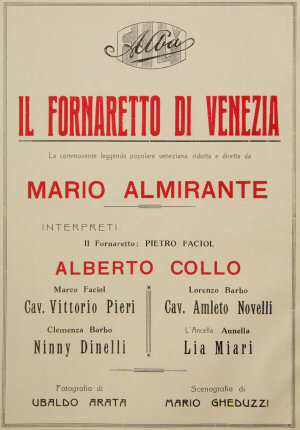
Flano cinematografico su una rivista dell'epoca

Edgardo Rebizzi in L'Ambrosiano del 31 marzo 1923: « Con augurale simpatia salutiamo oggi Il fornaretto di Venezia, lavoro fatto dopo la famosa crisi, lavoro che ci viene come annunciatore di una nuova cinematografia nazionale, rinata e ravveduta. [...] Un ottimo lavoro, fatto senza spreco, ma anche senza meschinità, un lavoro eccezionale non per merito di monumenti di cartapesta o di contorsionismi di qualche donna troppo celebre, ma per l'intelligenza, la potenza, la drammaticità che il realizzatore ha saputo infondere negli elementi eterogenei del film tanto da trarne un'armonia sobria ed efficace. [...] Nell'interpretazione è degno di particolare nota. come sempre, Amleto Novelli. il quale ha ricevuto in questo lavoro la consacrazione della sua fama di nostro migliore attore drammatico ».
Dionisio in La vita cinematografica del 15 aprile 1923: «[...] La vicenda è quanto mai ricca di elementi drammatici ed emotivi; e poteva tralignare nell'enfasi più grottesca del melodramma dozzinale o del drammaccio plateale, nuocendo al film, se Mario Almirante, con squisito temperamento d'artista. non avesse saputo contenere la ricostruzione e l'esecuzione in una sobrietà che non è scarsezza di fantasia, ma eleganza e finezza d'arte. Storia o leggenda, il dramma d'amore e il dramma giudiziario si ricostruiscono con senso di verità e di vita, si sviluppano in una misura pregevole. Non è stato dimenticato il carattere eminentemente popolare della favola stessa [...]. E l'azione diventa centro e base del lavoro, è tutto il lavoro, mentre la più seducente delle cornici, Venezia, con i suoi canali silenziosi e la sua laguna placida, con i suoi palazzi
e le sue calli, con le sue feste e con i suoi giardini, la inquadra. Insomma, la materia truculenta di questo dramma giudiziario, si nobilita in materia d'arte e diventa fresca e malleabile. [...] Alberto Collo ha superato ogni previsione, ha superato se stesso, rompendo finalmente la tradizione delle figure da lui impersonate fino ad oggi, tanto sono ingenue e giovanili le sue espressioni di innamorato felice e bonariamente geloso, quanto piene di dolore e di spasimo, di mortale angoscia e di prostrazione, dopo la tortura e dopo il crollo del suo sogno [...]».